# Scopelophila repandula
Scopelophila repandula là một loài Rêu trong họ Pottiaceae. Loài này được (Baumgartner & J. Froehl.) B. C. Ho, B.C. Tan & Hernawati mô tả khoa học đầu tiên năm 2006.